# Ostenwalde (Hörstel)

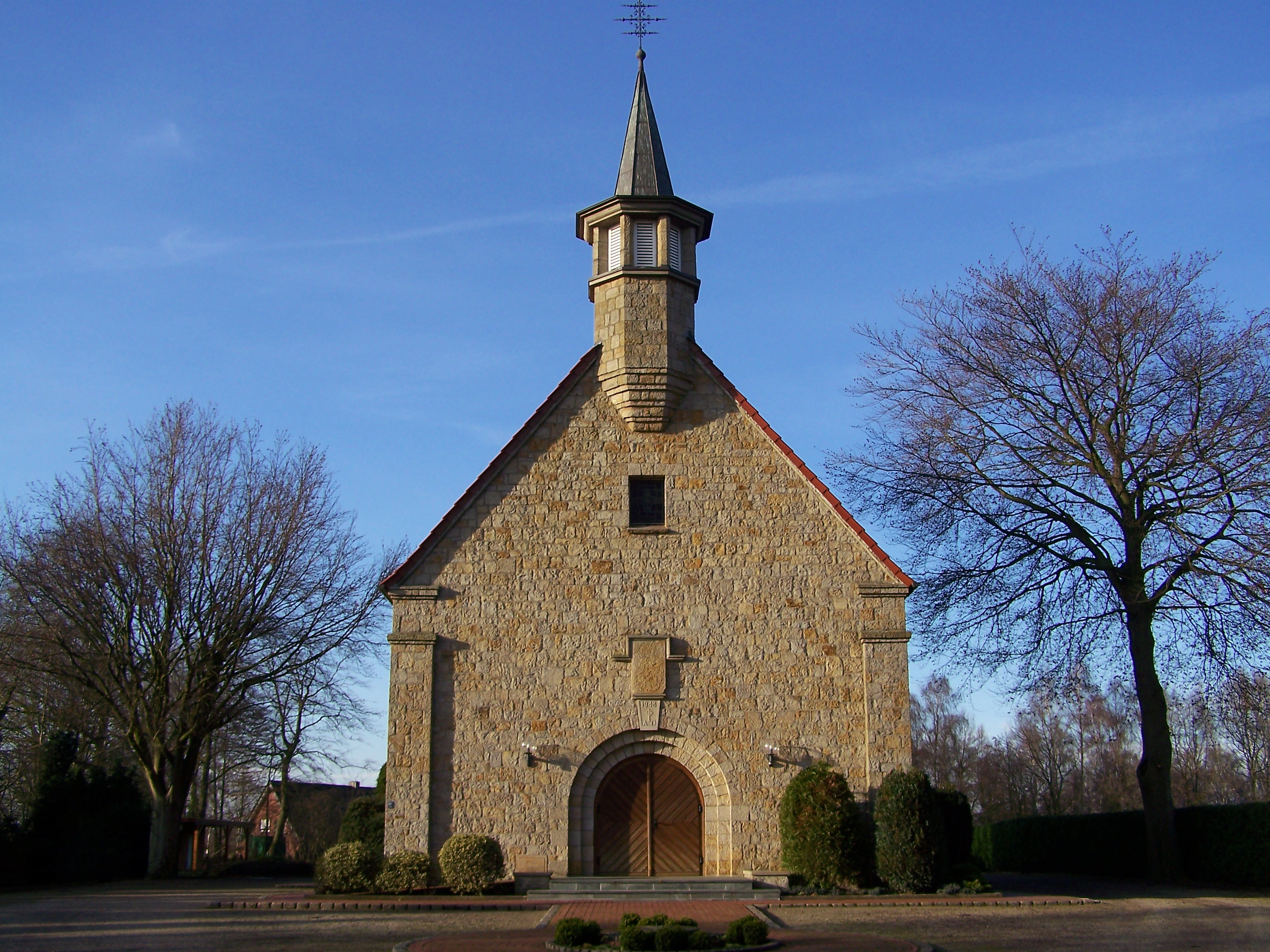
Christus-König-Kapelle Ostenwalde

Die Bauerschaft Ostenwalde befindet sich auf den Gebieten der Stadt Hörstel und der Gemeinde Hopsten in der Region Tecklenburger Land. Sie liegt somit im Kreis Steinfurt in Nordrhein-Westfalen.
Die Bauerschaft gehörte in der Vergangenheit zum Amt Hopsten und war eine Hopstener Bauerschaft. Schon in der ersten Urkunde, in der Hopsten von Schapen selbständig wurde, ist der Ostenwald erwähnt worden. Dieses umfasste den Bereich des südlichen Hopsten und Ostenwalde. Bedingt durch Grenzverlaufsanpassungen ist die Grenze zwischen den Orten Hopsten und Hörstel weiter Richtung Hopsten verlegt worden. Seit dem Münster/Hamm-Gesetz 1975 gilt Ostenwalde als Hörsteler Bauerschaft. Die Grenze der Stadt Hörstel und der Gemeinde Hopsten verlaufen heute direkt neben der Christus-König-Kapelle, die noch auf Hörsteler Grund steht. Weitere umliegende Ortschaften sind Dreierwalde, das ebenfalls zur Stadt Hörstel gehört, Uffeln, das zu Ibbenbüren, und Obersteinbeck, das zu Recke gehört.

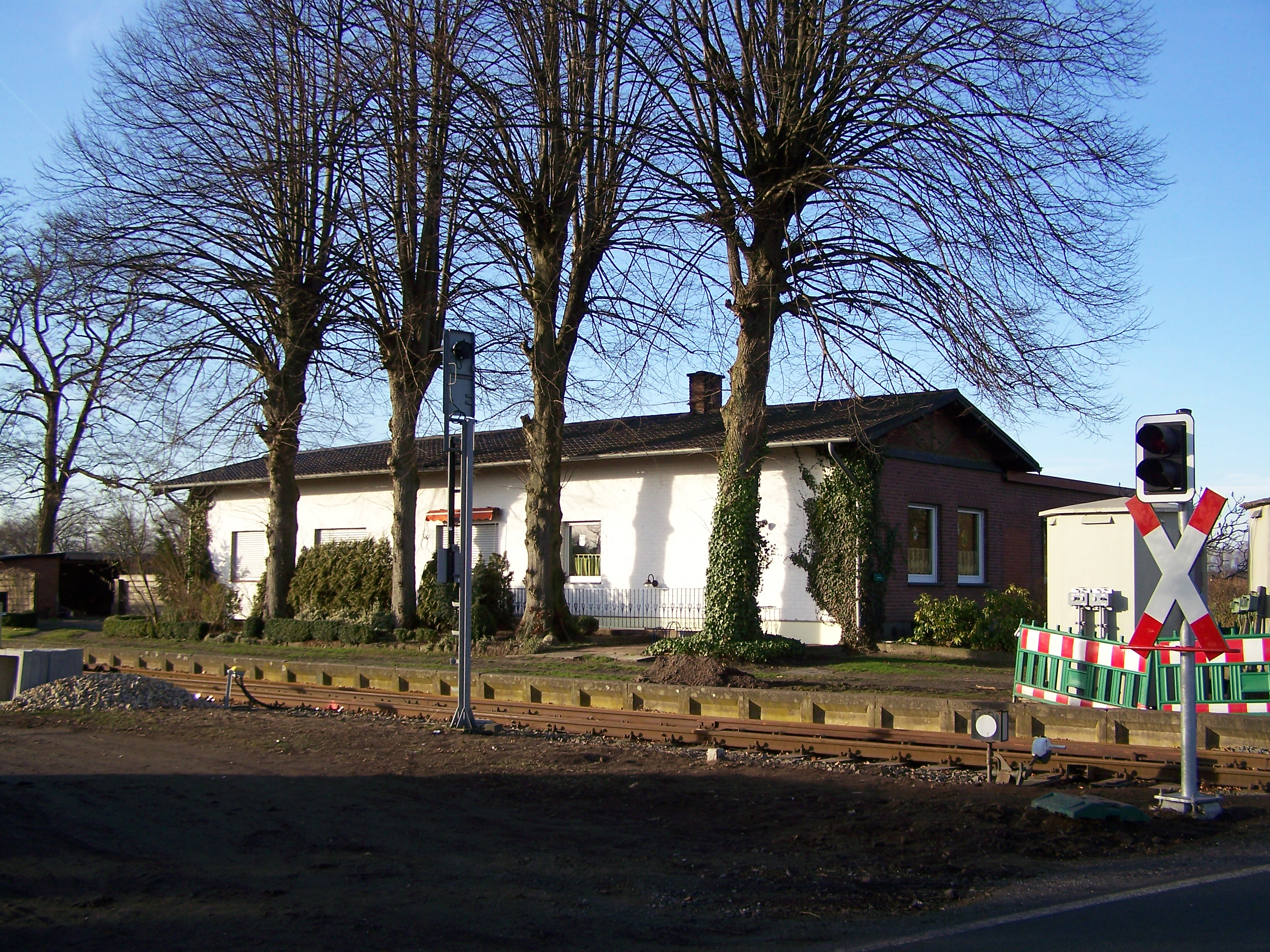
Bahnhof Ostenwalde

Südlich des Ortes Ostenwalde verläuft die Tecklenburger Nordbahn. Dort befand sich bis zur Einstellung des Personenverkehrs im Jahr 1970 der Bahnhof Ostenwalde (Westf.), der heute als Wohnhaus dient. Westlich von Ostenwalde befand sich bis Mitte 2006 der Fliegerhorst Hopsten, von dem aus das Jagdbombergeschwader 36 „Westfalen“ und später das Jagdgeschwader 72 „Westfalen“ operierte. Im Zuge der Bundeswehrneuordnung wurde dieser Stützpunkt Ende 2005 geschlossen.
Die Hörsteler Aa fließt durch Ostenwalde. Dort an der ehemaligen Fislager Mühle mündet der nie vollendete Bodelschwingh-Stollen in die Aa.
In Ostenwalde ist seit 1919 der Bürgerschützenverein Ostenwalde beheimatet. Einmal jährlich findet an Fronleichnam das stets gut besuchte, und weit über die Ortsgrenzen hinaus bekannte Schützenfest statt. Die Ostenwalder schießen ihren Schützenkönig, anders als bei vielen anderen Vereinen der Umgebung, auf einer Zielscheibe aus.
Außerdem findet einmal jährlich das Winterschützenfest in der von den Mitgliedern selbst erbauten Schützenhalle statt. Diese wird über das Jahr verteilt auch für private Feiern genutzt.
Die Christus-König-Kapelle wurde nach dem Zweiten Weltkrieg errichtet. Der Weihbischof Heinrich Roleff des Bistums Münster weihte die Kirche am 18. Oktober 1950 ein.